# Élection partielle de 2025 du sixième district congressionnel de Floride
L'élection partielle de 2025 du 6e district congressionnel de Floride est une élection partielle qui à eu lieu le 1er avril 2025 afin de choisir un nouveau membre de la Chambre des Représentants américaine. Le siège est devenu vacant après la démission du représentant républicain sortant Michael Waltz, choisi par le président Donald Trump pour être son Conseiller à la sécurité nationale.
L'élection se déroule en parallèle d'une autre élection partielle pour le 1er district congressionel de Floride. Elle est remportée par le candidat républicain Randy Fine.

## Primaire républicaine

### Candidats en lice

#### Vainqueur
- Randy Fine, sénateur d'état du 19e district[4]

#### Éliminés
- Aaron Baker[5]
- Eshan Joarder[5]

### Résultats
| Primaire républicaine de 2025 du 6e district congressionnel de Floride | Primaire républicaine de 2025 du 6e district congressionnel de Floride | Primaire républicaine de 2025 du 6e district congressionnel de Floride | Primaire républicaine de 2025 du 6e district congressionnel de Floride | Primaire républicaine de 2025 du 6e district congressionnel de Floride |
| ---------------------------------------------------------------------- | ---------------------------------------------------------------------- | ---------------------------------------------------------------------- | ---------------------------------------------------------------------- | ---------------------------------------------------------------------- |
| Parti                                                                  | Parti                                                                  | Candidat                                                               | Votes                                                                  | %                                                                      |
|                                                                        | Républicain                                                            | Randy Fine                                                             | 33 883                                                                 | 83,0                                                                   |
|                                                                        | Républicain                                                            | Aaron Baker                                                            | 5 729                                                                  | 14,0                                                                   |
|                                                                        | Républicain                                                            | Ehsan Joarder                                                          | 1 199                                                                  | 2,9                                                                    |

## Primaire démocrate

### Candidats en lice

#### Candidat
- Josh Weil, professeur[7]

#### Éliminé
- Ges Selmont, avocat[5]

### Résultats
| Primaire démocrate de 2025 du 6e district congressionnel de Floride | Primaire démocrate de 2025 du 6e district congressionnel de Floride | Primaire démocrate de 2025 du 6e district congressionnel de Floride | Primaire démocrate de 2025 du 6e district congressionnel de Floride | Primaire démocrate de 2025 du 6e district congressionnel de Floride |
| ------------------------------------------------------------------- | ------------------------------------------------------------------- | ------------------------------------------------------------------- | ------------------------------------------------------------------- | ------------------------------------------------------------------- |
| Parti                                                               | Parti                                                               | Candidat                                                            | Votes                                                               | %                                                                   |
|                                                                     | Démocrate                                                           | Josh Weil                                                           | 9 713                                                               | 60,8                                                                |
|                                                                     | Démocrate                                                           | George Selmont                                                      | 6 273                                                               | 39,2                                                                |

## Autres partis et indépendants

### Parti libertarien

#### Candidat
- Andrew Parrott, soudeur[5]

### Indépendants

#### Candidat
- Randall Terry, auteur, candidat à l'élection présidentielle de 2024 pour le parti de la Constitution[8]
- Chuck Sheridan (candidat par écrit républicain)[5]

## Élection générale

### Sondages
| Institut       | Date(s)          | Taille de l'échantillion | Marge d'erreur | Randy Fine (R) | Josh Weil (D) | Autres | Indécis |
| -------------- | ---------------- | ------------------------ | -------------- | -------------- | ------------- | ------ | ------- |
| Fabrizio Ward  | Mars 2025        | –                        | –              | 41%            | 44%           | 5%     | 10%     |
| St. Pete Polls | Mars 22–25, 2025 | 403                      | ± 4,9%         | 48%            | 44%           | 2%     | 6%      |

### Dépenses de campagne
| Rapport financier de la campagne au 12 mars 2025 | Rapport financier de la campagne au 12 mars 2025 | Rapport financier de la campagne au 12 mars 2025 | Rapport financier de la campagne au 12 mars 2025 |
| Candidat                                         | Collecté                                         | Dépensé                                          | Argent à disposition                             |
| ------------------------------------------------ | ------------------------------------------------ | ------------------------------------------------ | ------------------------------------------------ |
| Randy Fine (R)                                   | 987 459 $                                        | 894 765 $                                        | 92 693 $                                         |
| Josh Weil (D)                                    | 9 491 734 $                                      | 8 210 682 $                                      | 1 281 051 $                                      |
| Source: Commission électorale fédérale           |                                                  |                                                  |                                                  |

### Résultats
| Élection partielle de 2025 du 6e district congressionnel de Floride | Élection partielle de 2025 du 6e district congressionnel de Floride | Élection partielle de 2025 du 6e district congressionnel de Floride | Élection partielle de 2025 du 6e district congressionnel de Floride | Élection partielle de 2025 du 6e district congressionnel de Floride |
| ------------------------------------------------------------------- | ------------------------------------------------------------------- | ------------------------------------------------------------------- | ------------------------------------------------------------------- | ------------------------------------------------------------------- |
| Parti                                                               | Parti                                                               | Candidat                                                            | Votes                                                               | %                                                                   |
|                                                                     | Républicain                                                         | Randy Fine                                                          | 110 980                                                             | 56,68                                                               |
|                                                                     | Démocrate                                                           | Josh Weil                                                           | 83 580                                                              | 42,69                                                               |
|                                                                     | Libertarien                                                         | Andrew Parrott                                                      | 702                                                                 | 0,36                                                                |
|                                                                     | Indépendant                                                         | Randall Terry                                                       | 526                                                                 | 0,27                                                                |
| Total des votes                                                     | Total des votes                                                     | Total des votes                                                     | 195 800                                                             | 100 %                                                               |
|                                                                     | Les Républicains conservent                                         |                                                                     |                                                                     |                                                                     |